# Актобе (Отырарский район)
Актобе (каз. Ақтөбе) — село в Отырарском районе Туркестанской области Казахстана. Административный центр и единственный населённый пункт Актюбинского сельского округа. Находится примерно в 28 км к востоку от районного центра, села Шаульдер. Код КАТО — 514834100.

## Население
В 1999 году население села составляло 1447 человек (715 мужчин и 732 женщины). По данным переписи 2009 года, в селе проживало 1807 человек (902 мужчины и 905 женщин).